# بارلی‌باغ
بارلی‌باغ (به لاتین: Barlıbağ، تا ۱۹۹۴ نظامی Nizami) یک منطقه مسکونی در جمهوری آذربایجان است که در شهرستان شمکور واقع شده است.